# Sunwoda Electronic
Sunwoda Electronic Company Limited — китайский производитель аккумуляторов для автомобилей, мобильных телефонов, планшетов, ноутбуков, цифровых камер, медицинских и осветительных приборов; также компания выпускает системы накопления энергии и оборудование для умного дома. Штаб-квартира расположена в Шэньчжэне.
По состоянию на 2022 год Sunwoda Electronic входила в десятку крупнейших производителей аккумуляторов для электромобилей в мире и занимала 5-е место в Китае (после CATL, BYD, CALB и Gotion), а также занимала 37-е место среди 500 крупнейших глобальных предприятий новой энергетики и 218-е место среди 500 крупнейших частных предприятий Китая.

## История
Компания основана в 1997 году, в 2000 году начала производить аккумуляторы для Philips, в 2008 году приступила к разработке и производству аккумуляторов для электромобилей. В 2011 году Sunwoda вышла на Шэньчжэньскую фондовую биржу.
В 2012 году компания приступила к производству «умных» гаджетов и основала корпоративный благотворительный фонд (Sunwoda Charity Foundation), в 2014 году начала производство литий-ионных аккумуляторных элементов. В 2016 году Sunwoda основала энергетический бизнес (системы накопления энергии), в 2017 году открыла первый зарубежный завод в Индии, в 2019 году подписала договор на поставки аккумуляторов для Renault–Nissan. В 2020 году начал производство завод в Нанкине, в 2022 году компания выпустила глобальные депозитарные расписки на Швейцарской бирже.
В 2023 году начал работу аккумуляторный завод Sunwoda Electronic в Ичане.

## Деятельность
По итогам 2022 года основные продажи Sunwoda Electronic пришлись на аккумуляторы для бытовой электроники (73 %) и аккумуляторы для электромобилей (24,3 %). Основными рынками сбыта были Китай и Западная Европа.

### Продукция
Sunwoda Electronic выпускает аккумуляторы для мобильных телефонов, планшетов, ноутбуков, электрических инструментов, часов, микрофонов, роботов-пылесосов и беспилотных летательных аппаратов; пауэрбанки, мобильные аккумуляторы для накопления энергии и беспроводные зарядные устройства; комплектующие для электроники (в том числе водонепроницаемые корпуса для телефонов и планшетов, силиконовые ремешки для умных часов, части наушников).
Также Sunwoda производит аккумуляторы для электромобилей и гибридных автомобилей, системы управления аккумуляторами; системы накопления энергии для жилых, коммунальных, коммерческих и промышленных объектов; различные приборы и оборудование для умного дома и умной мобильности, аудиовизуальные изделия с искусственным интеллектом (детекторы наличных денег, WI-FI модули, устройства виртуальной реальности, электронные доски и ручки, интеллектуальные колонки и камеры, детские роботы, переводчики, зарядные устройства, умные часы, электронные термометры, электрические зубные щётки, фены, электронные сигареты, наушники, записывающие устройства, бионические и сервисные роботы, подводные роботы, умные выключатели, умные дверные замки, роботы-пылесосы, системы управления кондиционированием воздуха, велосипедные тахографы, автомобильные видеорегистраторы и умные зеркала, электросамокаты).
Кроме того, Sunwoda Electronic активна в сфере интеллектуального производства, промышленного интернета и услуг тестирования: проектирование виртуальных фабрик, управление цепочками поставок, финансовые услуги, автоматизация производственных и упаковочных линий, производство промышленного оборудования (в том числе струйных принтеров высокого разрешения), тестирование и сертификация литиевых батарей, электронных компонентов и оборудования для беспроводной зарядки.
Крупнейшими покупателями аккумуляторов для электромобилей являются Nissan, GAC Group, Dongfeng, Dongfeng Liuzhou Motor, XPeng и Zeekr, для электроники — Apple, Xiaomi и Vivo.

### География
Промышленные базы Sunwoda Electronic расположены в провинциях Гуандун (Шэньчжэнь, Хойчжоу, Дунгуань и Маомин), Чжэцзян (Иу и Ланьси), Цзянсу (Нанкин), Шаньдун (Цзаочжуан), Цзянси (Наньчан и Ичунь), Сычуань (Дэян) и Хубэй (Ичан), а также в Индии (Ноида), Вьетнаме (Бакзянг) и Венгрии (Ньиредьхаза); научно-исследовательские центры — в Шэньчжэне и Хойчжоу (КНР); сбытовые филиалы компании открыты в США, Франции, Германии, Израиле, Южной Корее и Японии.

## Акционеры
Крупнейшими акционерами Sunwoda Electronic являются Ван Минван (20,93 %) и Ван Вэй (1,91 %); основными институциональными инвесторами являются Invesco Great Wall Fund Management (5,01 %), GF Fund Management (2,44 %), Harvest Fund Management (1,48 %), Caitong Securities Asset Management (1,31 %) и E Fund Management (0,83 %).